# 西氏亮麗鯛
西氏亮麗鯛，為輻鰭魚綱鱸形目隆頭魚亞目慈鯛科的其中一種，分布於非洲剛果河上游流域，體長可達6.4公分，棲息在中底層水域，生活習性不明。